# Liste theologischer Fachbibliotheken
Theologische Bibliotheken finden sich oft als Bestandteil einer theologischen Institution wie die Bibliothek einer Moschee, einer Synagoge oder einer Kirche. Zahlreiche christliche Institutionen können eine theologische Bibliothek besitzen. Hierzu zählen beispielsweise die Kirchenbibliotheken, die Bibliotheken eines Bistums oder Diözese,
einer religiösen Gemeinschaft oder eines Klosters wie die Klosterbibliothek oder die Stiftsbibliothek, ebenso auch Pfarrbibliotheken, Dombibliotheken und auch Priesterseminare und Päpstliche Kollegs. Institutionen sakraler Archive wie beispielsweise Kirchenarchive besitzen häufig auch eine Bibliothek.
Auch buddhistische oder hinduistische Tempel und andere sakrale Bauwerke können theologische Bibliotheken aufweisen wie beispielsweise ein Hor Trai. Zahlreiche theologische und religionswissenschaftliche Universitäten und Hochschulen besitzen ebenso theologische Bibliotheken. Die wahrscheinlich größte theologische Fachbibliothek ist die Vatikanische Apostolische Bibliothek in Rom. Sammlungen theologischer Medien wie auch Handschriften sind uns auch aus der Antike bekannt. Man denke nur an die Schriftrollen vom Toten Meer, die koptisch-gnostischen Nag-Hammadi-Schriften oder die damalige Tempelbibliothek von Jerusalem, aber auch an Tempelbibliotheken des Altertums wie beispielsweise dem Tempel von Edfu.
Es erfolgt nun eine Auswahl theologischer und religionswissenschaftlicher Bibliotheken und Datenbanken wie beispielsweise virtueller theologischer Bibliotheken.

## Organisationen
- Hauptartikel:  Bibliotheksverbände theologischer Fachbibliotheken

Einige Organisationen sind der Verband kirchlich-wissenschaftlicher Bibliotheken, und die Arbeitsgemeinschaft der Archive und Bibliotheken in der evangelischen Kirche, die Arbeitsgemeinschaft Katholisch-Theologischer Bibliotheken, der Verband Evangelischer Büchereien,
weiterhin der Verband Europäische Bibliotheken für Theologie.

## Liste nach Staaten

### Deutschland
- Aachen: Mikado: Missionsbibliothek und katholische Dokumentationsstelle des Missionswissenschaftlichen Instituts Missio e.V. und von missio e.V.
- Alte Bibliothek der Abtei Ottobeuren
- Bernkastel-Kues: Bibliothek des St. Nikolaus-Hospitals (Bernkastel-Kues)
- Bonn: Fachbibliothek Ev. - Kath. Theologie der Rheinischen Friedrich-Wilhelms-Universität
- Barth: Kirchenbibliothek St. Marien Barth
- Dortmund: Bibliothek des Evangelischen Kirchenkreises Dortmund
- Emden: Johannes a Lasco Bibliothek
- Erfurt: Bibliothek des Evangelischen Ministeriums im Augustinerkloster Erfurt
- Freising: Dombibliothek Freising
- Greifswald: Bibliothek des Geistlichen Ministeriums
- Halle (Saale): Marienbibliothek
- Hannover: Bibliothek des Landeskirchenamtes der Evangelisch-lutherischen Landeskirche Hannovers
- Hamburg: Nordelbische Kirchenbibliothek
- Hermannsburg: Bibliothek der Fachhochschule für Interkulturelle Theologie Hermannsburg
- Iserlohn: Varnhagensche Bibliothek
- Kiel: Fachbibliothek Theologie der Universitätsbibliothek Kiel
- Köln: Erzbischöfliche Diözesan- und Dombibliothek Köln
- Köln: Schia-Bibliothek der Universität Köln
- Konstanz: Dr.-Erich-Bloch-und-Lebenheim-Bibliothek
- Mainz-Altstadt: Martinus-Bibliothek
- Lutherstadt Wittenberg: Reformationsgeschichtliche Forschungsbibliothek Wittenberg
- Metten: Klosterbibliothek Metten
- München: Archiv des Erzbistums München und Freising
  - Lesesaal des Archivs des Erzbistums München und Freising
- Münster: Diözesanbibliothek Münster
- Neuendettelsau: Bibliothek der theologischen Augustana-Hochschule Neuendettelsau
- Paderborn: Erzbischöfliche Akademische Bibliothek Paderborn
- Rottenburg am Neckar: Diözesanbibliothek Rottenburg
- Speyer: Bibliothek und Medienzentrale der Evangelischen Kirche der Pfalz
- Speyer: Diözesanbibliothek Speyer
- Speyer: Bibliothek des Priesterseminars Speyer
- St. Johann (Württemberg): Franziska-Bibliothek
- Stendal: Schönebeck’sche Bibliothek
- Lutherstadt Wittenberg: Reformationsgeschichtliche Forschungsbibliothek Wittenberg
- Worms: Luther-Bibliothek (Worms)
- Wuppertal: Hochschul- und Landeskirchenbibliothek Wuppertal
- Ziesar: Fachbibliothek für Kirchen- und Kulturgeschichte

- siehe auch: 
  -  Theologische Fachbibliotheken in Baden-Württemberg
  - Kirchliche Bibliotheken in NRW
  - Kirchliche Bibliotheken in Mecklenburg-Vorpommern
  - Kirchliche Bibliotheken in Rheinland-Pfalz

### Iran
- Zentralbibliothek von Astan Quds Razavi

### Italien
- Siehe:  Sakrale Bibliotheken in Italien

### Niederlande
- Siehe: Sakrale Bibliotheken in den Niederlanden

### Österreich
- Siehe: Sakrale Bibliotheken in Österreich

### Schweiz
- Siehe: Sakrale Bibliotheken in der Schweiz

### Tschechien
- Strahover Bibliothek, Prag

## Bibliotheken einer Hochschule
Siehe auch: Kirchliche Hochschule
- Erzbischöfliche Akademische Bibliothek Paderborn
- Bibliothek der Philosophisch-Theologischen Hochschule Brixen
- Bibliothek der Philosophisch-Theologischen Hochschule St. Pölten
- Bibliothek des Bischöflichen Priesterseminars Fulda
- Hochschulbibliothek Theologische Hochschule Friedensau
- Bibliothek Theologische Fakultät Paderborn

## Diözesanbibliotheken
- Diözesanbibliothek Münster
- Diözesanbibliothek Rottenburg
- Diözesanbibliothek Speyer
- Erzbischöfliche Diözesan- und Dombibliothek Köln
- Martinus-Bibliothek in Mainz

## Klosterbibliotheken
Siehe auch: Stiftsbibliothek
Ägypten
- Bibliothek des Katharinenklosters

Deutschland
- Klosterbibliothek Abtei Gerleve
- Alte Bibliothek der Abtei Ottobeuren, Kloster Ottobeuren
- Bibliothek der Abtei Maria Laach der Abtei Maria Laach
- Klosterbibliothek Metten
- Stiftsbibliothek Waldsassen
- Stiftsbibliothek Xanten

Frankreich
- Bibliothek des Klosters Unterlinden

Italien
- Siehe:  Klosterbibliotheken in Italien

Luxemburg
- Reichsabtei Echternach

Österreich
- Siehe: Stiftsbibliotheken in Österreich

Polen
- Bibliothek Jasna Góra (Częstochowa)

Schweiz
- Stiftsbibliothek St. Gallen
- Bibliothek des Kapuzinerkloster Laufenburg
- Bibliothek des Kapuzinerkloster Rheinfelden

Slowenien
- Klosterbibliothek Kloster Kostanjevica (Görz)

Tschechien
- Klosterbibliothek Tepl
- Strahover Bibliothek, Kloster Strahov, Prag
- Klosterbibliothek Vyšší Brod
- Bibliothek Znaimer Kapuzinerkloster

Ehemalige Klosterbibliotheken
- Klosterbibliothek Polling

## Dombibliotheken
- Dombibliothek Freising
- Dombibliothek Hildesheim
- Erzbischöfliche Diözesan- und Dombibliothek Köln

## Jüdische Fachbibliotheken
- Liste jüdischer Bibliotheken

## Ehemalige Bibliotheken
- Bibliothek der Reichsabtei Echternach
- Bibliothek des Benediktinerklosters Corvey
- Bibliothek des Zuqnin-Klosters
- Bibliothek von Caesarea
- Dombibliothek Konstanz
- Ehemalige Bibliothek des Katharinenkloster in Nürnberg
- Ehemalige Klosterbibliothek des Klosters Rebdorf
- Hamburger Dombibliothek
- Klosterbibliothek Polling

## Sondersammelgebiete
- Theologie, Religionswissenschaft – Universitätsbibliothek Tübingen
- Judentum – Universitätsbibliothek Frankfurt
- Islamwissenschaft – Universitätsbibliothek Tübingen
- Religionswissenschaft – Stadtbibliothek Wuppertal

## Virtuelle Bibliotheken
- Liste virtueller und digitaler Bibliotheken der Theologie

## Kirchenarchive
- Liste von Kirchenarchiven

## Theologische Handschriften und Papyri
Zahlreiche Bibliotheken besitzen und bewahren sakrale Handschriften; beispielsweise besitzt die British Library den Codex Sinaiticus, ein Manuskript des Neuen Testaments.
Handschriften werden dabei auch immer stärker digitalisiert, wobei auch Virtual Manuscript Rooms genutzt werden. Eine wichtige Aufgabe ist auch die Systematisierung der Handschriften. So gibt es die Katalogisierung biblischer Handschriften.
- Liste der Septuaginta-Handschriften
- Liste der Bibelhandschriften vom Toten Meer
- Liste der Minuskelhandschriften des Neuen Testaments
- Liste der Papyri des Neuen Testaments
- New Testament Virtual Manuscript Room